# Skiagrafie

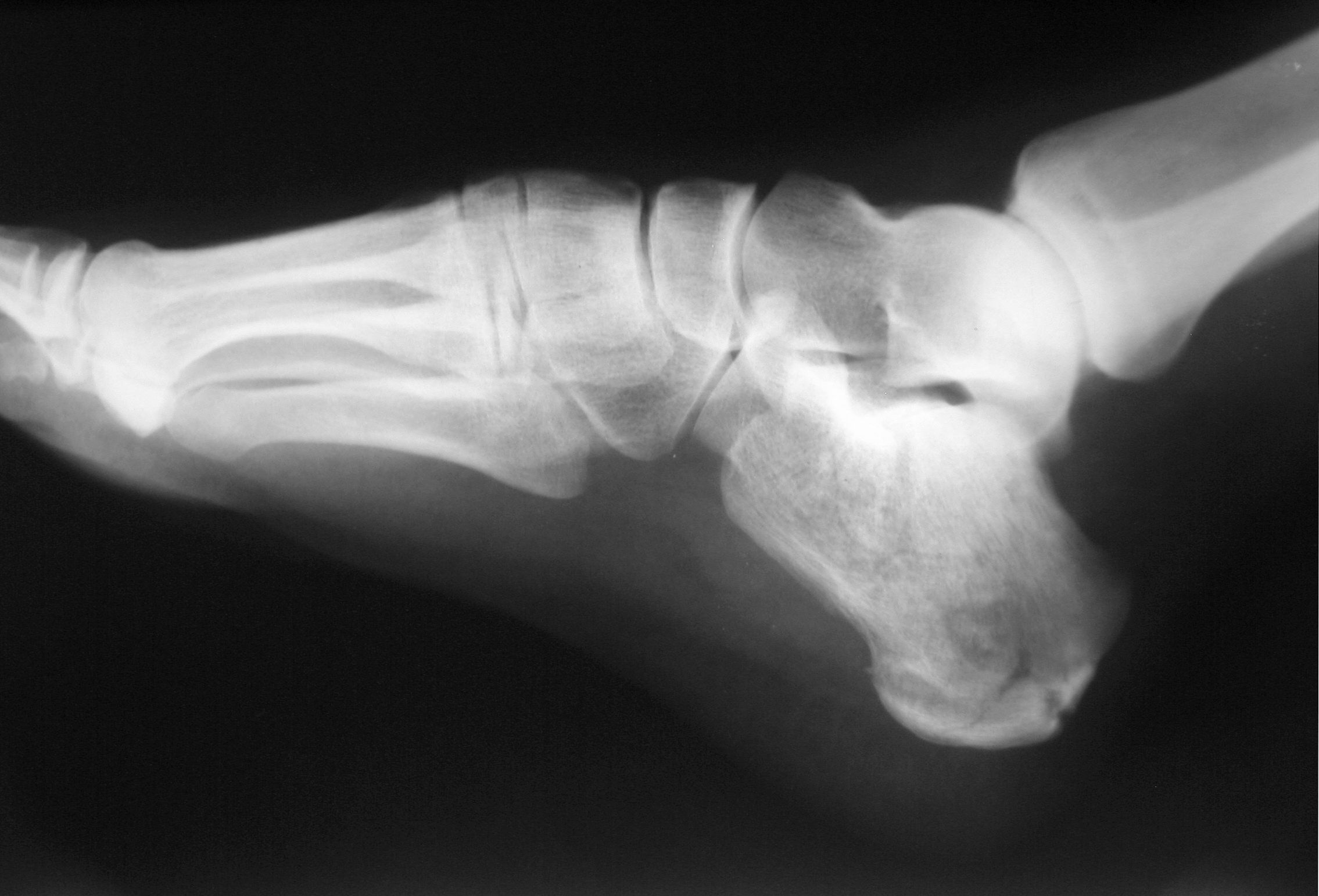
Skiagrafický snímek chodidla s frakturou kosti patní

Skiagrafie (z řeckého skiá (σκιά) – „stín“ a grafie – „záznam“) je technika zobrazení lidských tkání, využívající rozdílnou hodnotu pohlcení procházejícího svazku rentgenového záření v různých tkáních. Ze získaného obrazu pak lze ohodnotit jednak vnitřní stavbu vyšetřovaného orgánu, jednak jeho případná poranění. Pokud je obraz orgánu pouze pozorován bez zachycení na film nebo jiné záznamové médium, mluvíme o skiaskopii.
Nejčastěji je skiagrafie využívána pro vyšetření kostí a zubů. Dříve časté (i screeningové) snímkování plic je nahrazováno jinými metodami.
Pro skiagrafické snímkování se používají speciální rtg. filmy s výrazně silnější emulzní vrstvou a vyšším podílem halogenidů stříbra. Tím je zajištěn požadovaný vyšší kontrast, zlepšující citlivost metody. Filmy jsou ukládány do skiagrafických světlotěsných kazet. Kazeta je na povrchu opatřena nosičem symboliky – vhodně přizpůsobenými místy pro vkládání stranových a popisných kovových značek, identifikujících jednak snímek, jednak jeho orientaci. Film je vyvoláván vysoce koncentrovanou vývojkou, opět s cílem získání nejvyššího možného kontrastu. Výsledkem je negativ.
Vzhledem k tomu, že skiagrafické přístroje jsou (kromě úzce specializovaných zařízení) navrhovány jako univerzální, pracují s vysokoenergetickými rentgenkami a pro snížení radiační zátěže obsluhy i pacientů je nutné používat filtrování a clonění rtg svazku. Primární filtr bývá umístěn blízko rentgenky a slouží pro pohlcování nízkoenergetických fotonů, sekundární (Buckyho) filtr se umisťuje mezi pacienta a filmovou kazetu, kde funguje jako past na rozptýlené fotony – propouští pouze záření ve směru rentgenka-film.